# スズキ・セルボ
セルボ (CERVO) は、スズキが製造・販売していた軽自動車である。

## 初代 SS20型（1977年 - 1982年）
1977年（昭和52年）10月 - 360 ccの旧規格によるスポーツカーであったフロンテクーペの製造中止から1年4ヶ月を経て、550 ccの新軽規格車として発売。新規格に合わせて寸法が拡大されている。基本的には、ジョルジェット・ジウジアーロがスタイリングを手がけたフロンテクーペの意匠が踏襲されているものの、以下のような変更点がある。
外観では、ヘッドランプを丸形に、フォグランプを角形としてフロントグリル内へ移動、フェンダーミラーをタルボ型からスクエアなデザインに変更、バンパーを大型化するなどの点。ユーティリティーでは、フロンテクーペでは完全な+2仕様だったリアシートを大型化すると共に、可倒式としてラゲッジスペースとして使えるようにもし、併せてリアウインドウをガラスハッチへ変更するなど、大きく手が入れられた。
エンジンは、水冷2ストローク直列3気筒539 ccを後部に横置き搭載した、リアエンジン・リアドライブとなっている。ドライビングポジションはフロンテクーペ同様非常に低く、ボンネットの中ほどまで脚を投げ出すというスポーツカー的な運転姿勢であり、基本的に2人乗りという考えで設計されていた（法規上は4人乗りの2+2であった）。
サスペンションは引き続き4輪独立懸架を採用しているが、低いシルエットを実現するためにそのストロークは短くなっている。
フロンテクーペがミニ・スポーツをコンセプトとしたのに対し、このセルボは女性をターゲットとしたパーソナルクーペへと路線変更されている。グレードはCX-G、CX-L、CXの3種類が存在し、CX-Gのみ10インチスチールディスクホイール（PCDは初期110 ㎜、後に114.3 ㎜）&フロントディスクブレーキを装備した足回りを持つが、CX-LとCXは10インチ合わせスチールホイール&4輪ドラムブレーキを装備した足回りであった。CX-LのLはLadies仕様を指し、サンバイザーの裏にはバニティミラーを装備。また室内トリム色もCX-Gの黒に対しCX-Lは白とワインレッドのツートーンとなっていた。CXは廉価仕様。ビニールシート、4連メーター仕様。トランスミッションは4速マニュアルのみ。CX-Gのインパネは、フロンテ・クーペ同様、時計を含め丸型6連メーターを特徴とする。
1979年（昭和54年）に初代アルトが発売されると、軽自動車市場での人気は税制面で優遇されるボンネットバンタイプに集中し、セルボは販売面で成功したとは言い難いものであった。
ヨーロッパへは4ストローク直列4気筒1,000 ccエンジンを搭載した車種（SC100型）が輸出され、イギリスでは「SC100」の名で販売され、「ウィズキッド (WHIZZKID) というサブネームが与えられた。フロントヘッドライトは丸形から角形に変更され、より重量のあるエンジンをRRレイアウトに搭載したことによる前輪荷重の不足を補うため、フロントバンパー内にバランスウェイトが装着されていた。この輸出型のF10Aエンジンは、1981年（昭和56年）SJ410/ジムニー1000にも搭載された（日本国内は1982年〈昭和57年〉から）。
1978年（昭和53年） - マイナーチェンジを受け、前期モデルではハイバック型だったフロントシートがヘッドレスト分離型になるなど小変更。
武蔵工業大学（現・東京都市大学）が研究していた水素自動車の一連の試作車「MUSASHI」シリーズでは、それまで使用された4ストロークエンジンでは問題があるため、1977年（昭和52年）の3号車には2ストロークエンジンを搭載したセルボがベースに選定された。研究終了後は放置されていたため、2014年（平成26年）にスズキが引き取り、外観を復元した上でスズキ歴史館で公開されている。

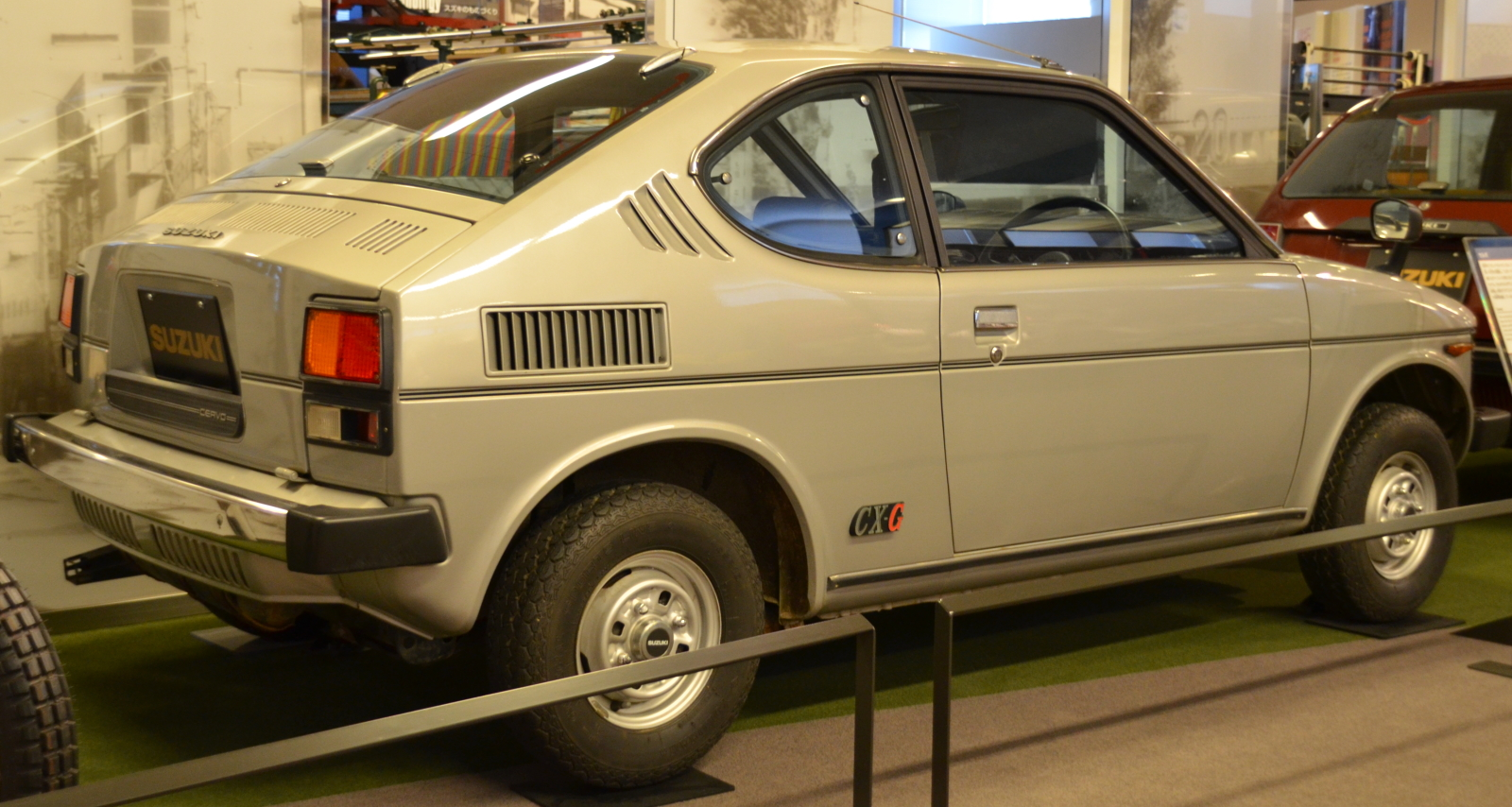
CX-G（リア）
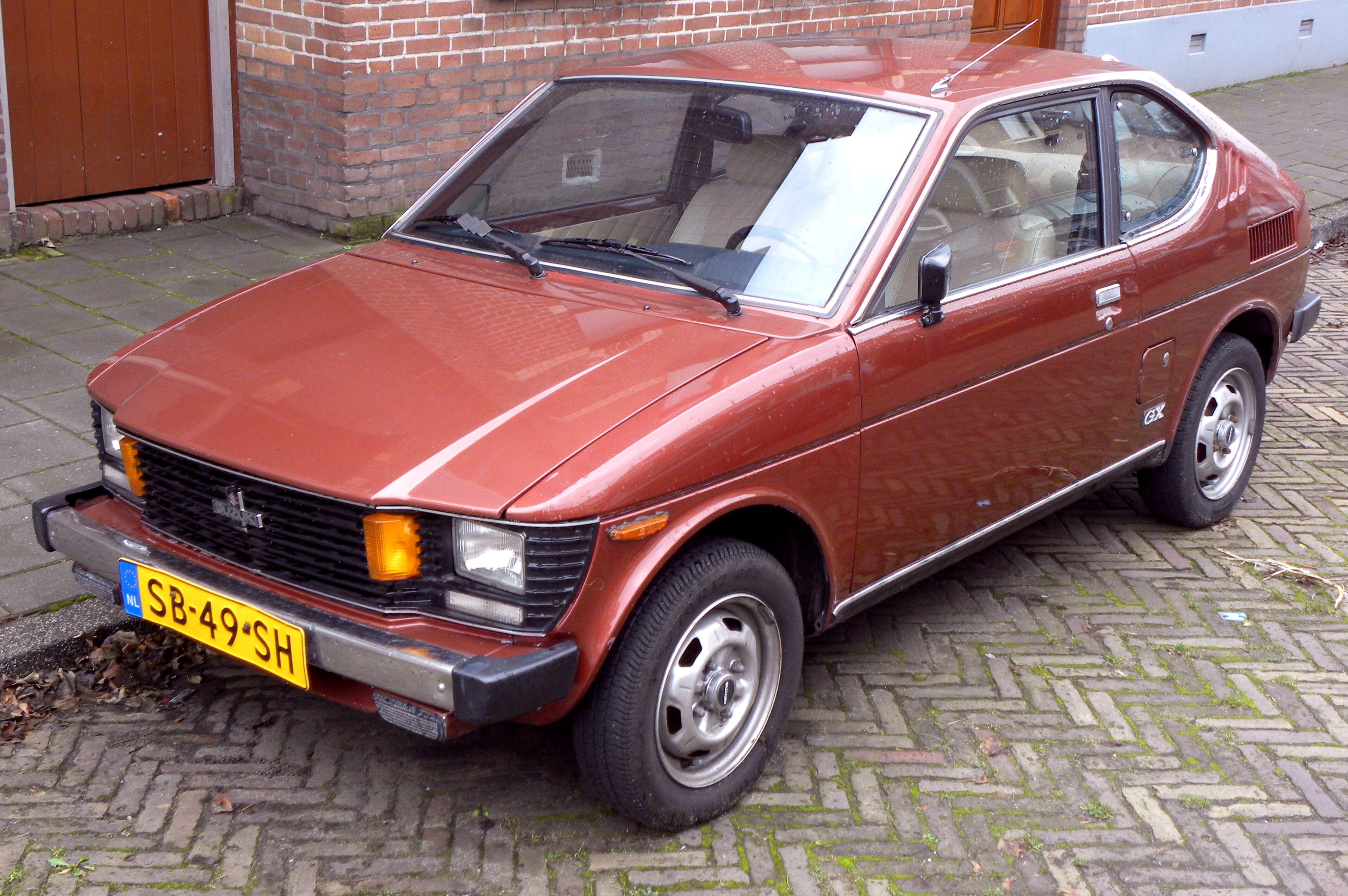
SC100

## 2代目 SS40型（1982年 - 1988年）
- 1982年（昭和57年）6月 - フルモデルチェンジにより2代目に移行。より女性をターゲットとしたモデルとなり、2速オートマチック車も発売された。スタイリングは先代の2ドア＋グラスハッチバッククーペスタイルを受け継いでいるが、構造的には全く異なり、初代アルトをベースとして4ストロークエンジンF5Aを搭載した前輪駆動となる。太いBピラーと緩い傾斜のリアハッチが特徴である。生産性を高めるため、シャシと大多数の部品をフロンテやアルトと共用化している。型式もフロンテと共通のE-SS40となっているが、パーツリストなどではアルトのSS40V・フロンテのSS40S・マイティボーイのSS40Tに対し、SS40Cと区別されている。これらの部品の共通化により、リアサスペンションにも初代アルトと同様にリーフリジッドが使用されている。派生車種として発売されたピックアップトラックのマイティボーイには、セルボの2シーター車という意味あいもあった。CM曲には松尾清憲の愛しのロージ、女優の浅丘ルリ子を起用。
- 1983年（昭和58年）10月 - グロス40馬力を発揮するスズキで初めての電子制御式キャブレターのターボモデル「CT」「CT-G」も追加された。インタークーラーは付いていない。外観の差別化として、ダミーのエアインテークをボンネット上に持つ。また、軽自動車で初めてドアミラーと12インチディスクブレーキが装着された車でもある。
- 1985年（昭和60年）1月 - マイナーチェンジでエクステリアはフロントグリルとドアミラーの形状変更。サイドとリアガラスの縁取りをブラックアウト。テールランプのスモーク化、インテリアではCT系のフロントシート形状変更。
- 1987年（昭和62年）11月 - 生産終了。流通在庫の対応分となる。
- 1988年（昭和63年）1月 - 後述する3代目に移行する形で販売終了。

## 3代目 CG72V/CH72V型（1988年 - 1990年）
- 1988年（昭和63年）1月 - フルモデルチェンジにより3代目に移行。CMには、当時人気絶頂だった大西結花を起用した。

歴代モデルとしては唯一、4ナンバーのバン（カーゴ）モデルの設定のみとなる。その為、初代から続くスペシャリティ路線は踏襲しつつも、クーペからシューティングブレーク（3ドアクーペ風ワゴン）を意識したボディへと変化した。外装は2代目アルトをベースとして主にボディの後部を変更。「ウェービールック」と名づけられた、後端に向けてうねったルーフ形状が特徴。Cピラーが太く、その付け根に「小さな翼」をイメージしたスポイラーを装備。ルーフ前半はブロンズガラス製のグラスルーフとなっている。
内装はダッシュボードは2代目アルト、ステアリングは2代目アルトツインカムから流用。ドアパネルも初代アルトワークスをベースにする等共有化が図られる一方で、インテリアコンセプトに「西部劇に出てくるアメリカの子供部屋」を掲げ、フロントシートはグレーとレモンイエローの2トーンバケットシート、リアシートからトランクルームにかけてはグレーを基調としてアクセントにレモンイエローを配色して天井までフルトリム化している。また10カ所以上収納スペースを設け、収納力にも配慮している。
エンジンは新開発されたF5B型を搭載し、最高出力は40馬力。駆動方式は前輪駆動とパートタイム4WDの2種類を設定。4WDは5速MTのみであるが、前輪駆動には5速MTとロックアップ機構付きの3速ATを設定した。グレードの設定は無い代わりに、AMラジオ、フォグランプ、リアワイパー、運転席シートリフター等が標準装備となっている。後に追加された特別仕様車「ごきげんパック」はエアコン、世界初の電動式パワーステアリング、オーディオとCピラースピーカーにDIATONE（ =三菱電機）製が装備されていた。またこのモデルは、女性バイクチームの「チームアンジェラ」がサファリラリーにエントリーし、クラス優勝を成し遂げている。
- 1990年（平成2年）
  - 6月[7] - 生産終了。以後は在庫のみの対応となる。
  - 7月 - 後述する4代目モデルの登場と同時に販売終了。軽自動車の規格変更と、あまりに奇抜なデザインのため販売は振るわず、2年6か月という短いモデルライフであった。

## 4代目 CN/CP21S/22S/31S/32S型（1990年 - 1998年）
- 1990年（平成2年）
  - 7月 - フルモデルチェンジによりセルボ モード（CERVO MODE）となる。

これまでのスペシャリティ路線から一転し、クーペスタイルからオーソドックスなハッチバックボディに変更。1989年にスバルが果たした軽4気筒化に触発されての、4気筒用モデルという位置づけであった。このモデルから4ナンバー扱いのバンは再度、乗用車専用（5ナンバー）モデルとなった。コンセプトは乗用車となったアルト[注釈 1]のハイクオリティ仕様というもので、エクステリア&インテリアは、効率重視ではなく余裕や遊びを感じさせる一クラス上のデザインと素材を採用していた。
エンジンは軽自動車の規格変更に伴い、排気量が660ccに拡大され、アルトのホットモデル「アルトワークス」の足回りに、軽自動車として初となる直列4気筒DOHC16バルブインタークーラーターボ&ピレリP700を搭載する軽におけるホットハッチモデル「SR-Four」も登場した。当初は3ドアのみの販売であった。
ヨーロッパでは1,000ccエンジンを搭載して「アルト」の名前で発売されていた。また、スズキのインドにおける合弁会社マルチ・ウドヨグ（のちにスズキの子会社となり、現・マルチ・スズキ・インディア）では「ゼン」の名前で生産・販売が行われていた。ワゴンRにシャーシが流用されている。
  - 11月 - 5ドア仕様を追加。
- 1991年（平成3年）9月 - マイナーチェンジ。外観の変更はなく、5ドアLに後席3点式シートベルトとアームレストを、SRターボにパワーウインドウ/ドアロックを標準装備とする。SR-Fourは4輪ディスクブレーキとなる。同時に型式が22S/32Sに変更された[9]。
- 1995年（平成7年）10月 - マイナーチェンジで後期型になる。ホイールのPCDがこれまでの114.3mmから100mmに変更になる。フロントグリル、テールレンズを変更。インパネを含むインテリアデザインも大幅に変更される。後にスバル・ヴィヴィオビストロを発端とするレトロスタイルブームに便乗する形でクラシック仕様のセルボCを追加。
- 1997年（平成9年）5月 - マイナーチェンジ。内装の小変更。装備の見直し。
- 1998年（平成10年）
  - 9月[10] - 生産終了。以後は在庫のみの対応となる。
  - 10月 - 軽自動車規格改正に伴う車種再編により販売を終了。
- セルボモードのCMイメージキャラクターは織田裕二が務めていた（SR-Fourを除く）。

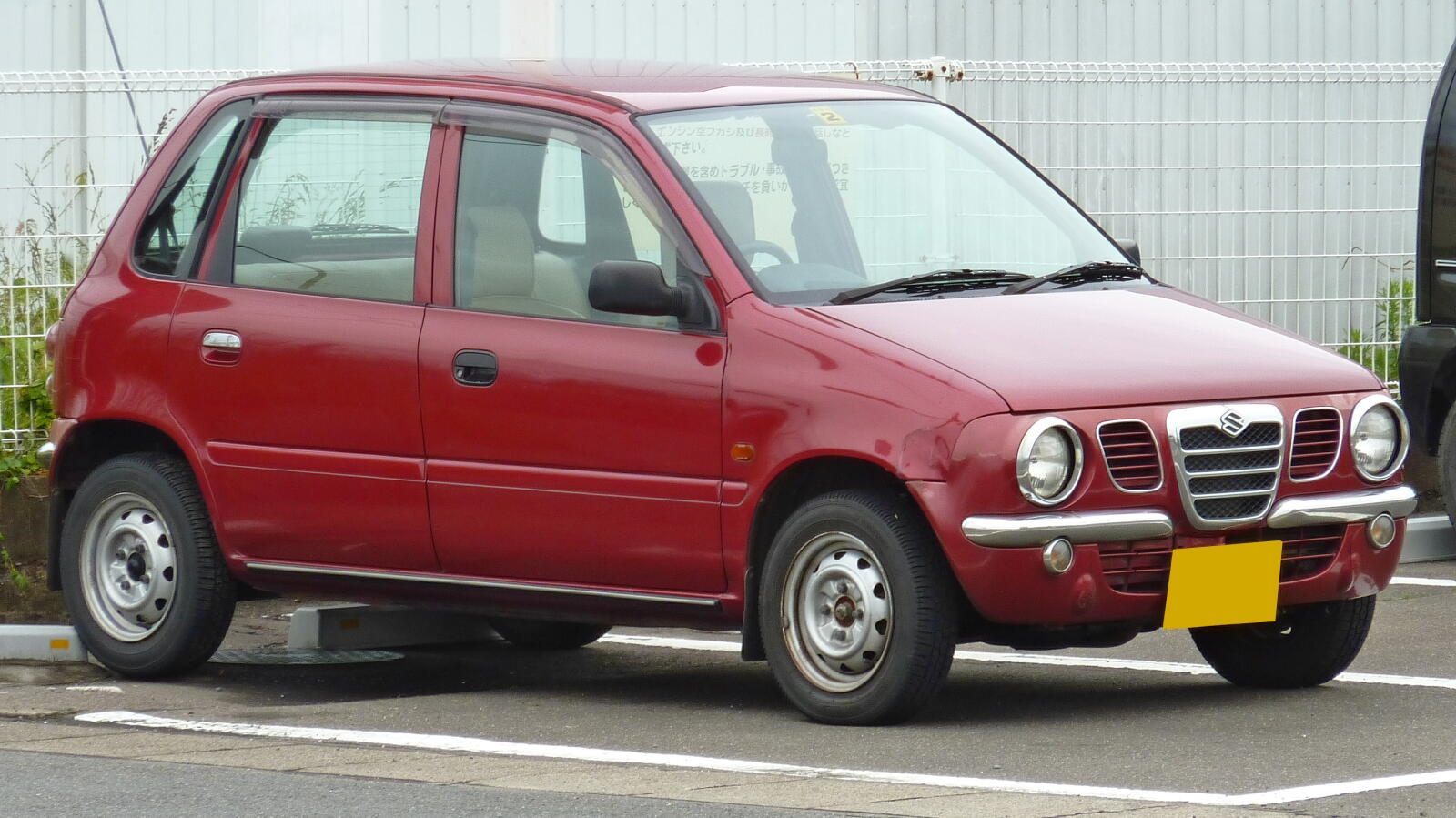
C
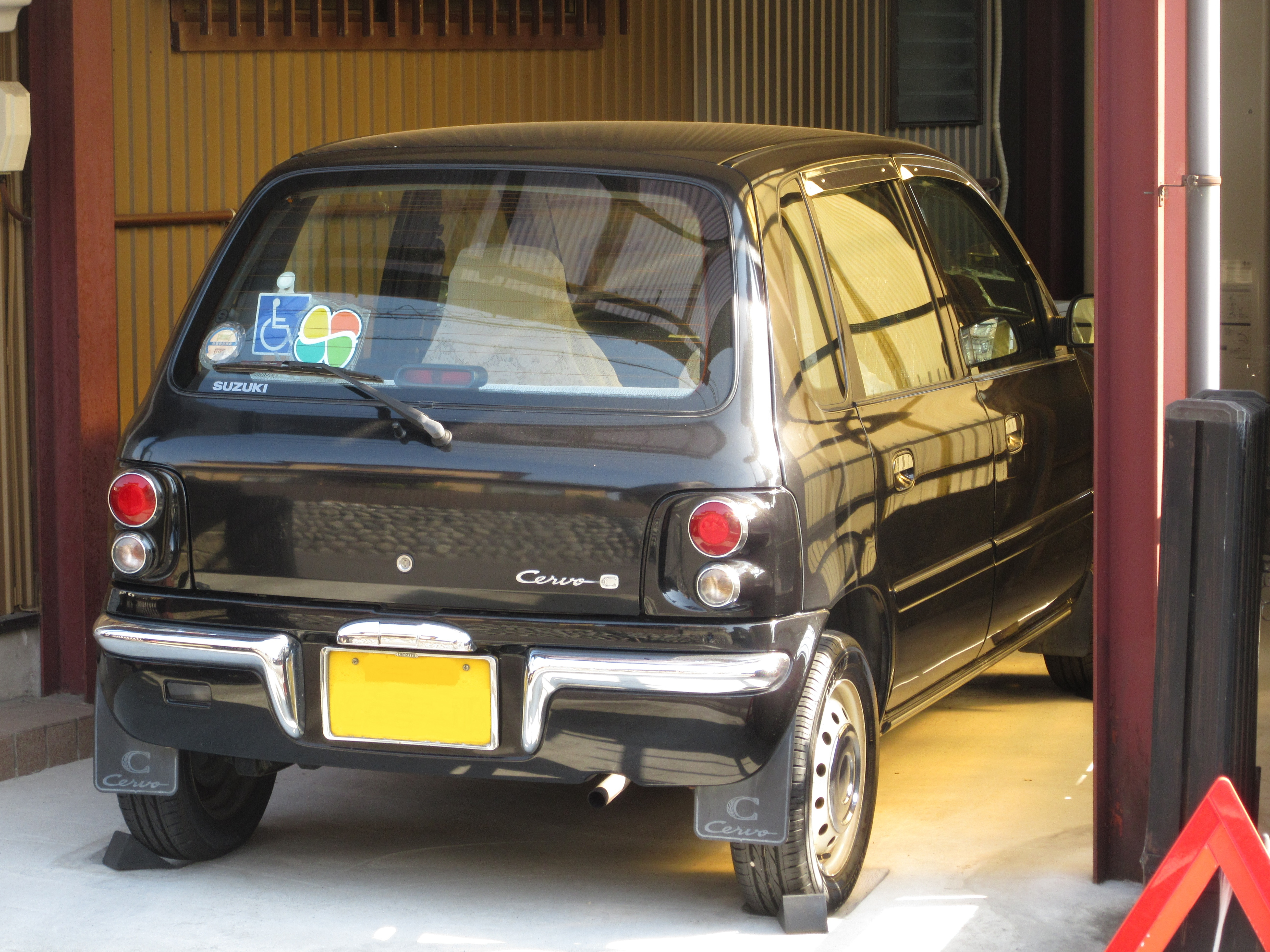
C （リア）
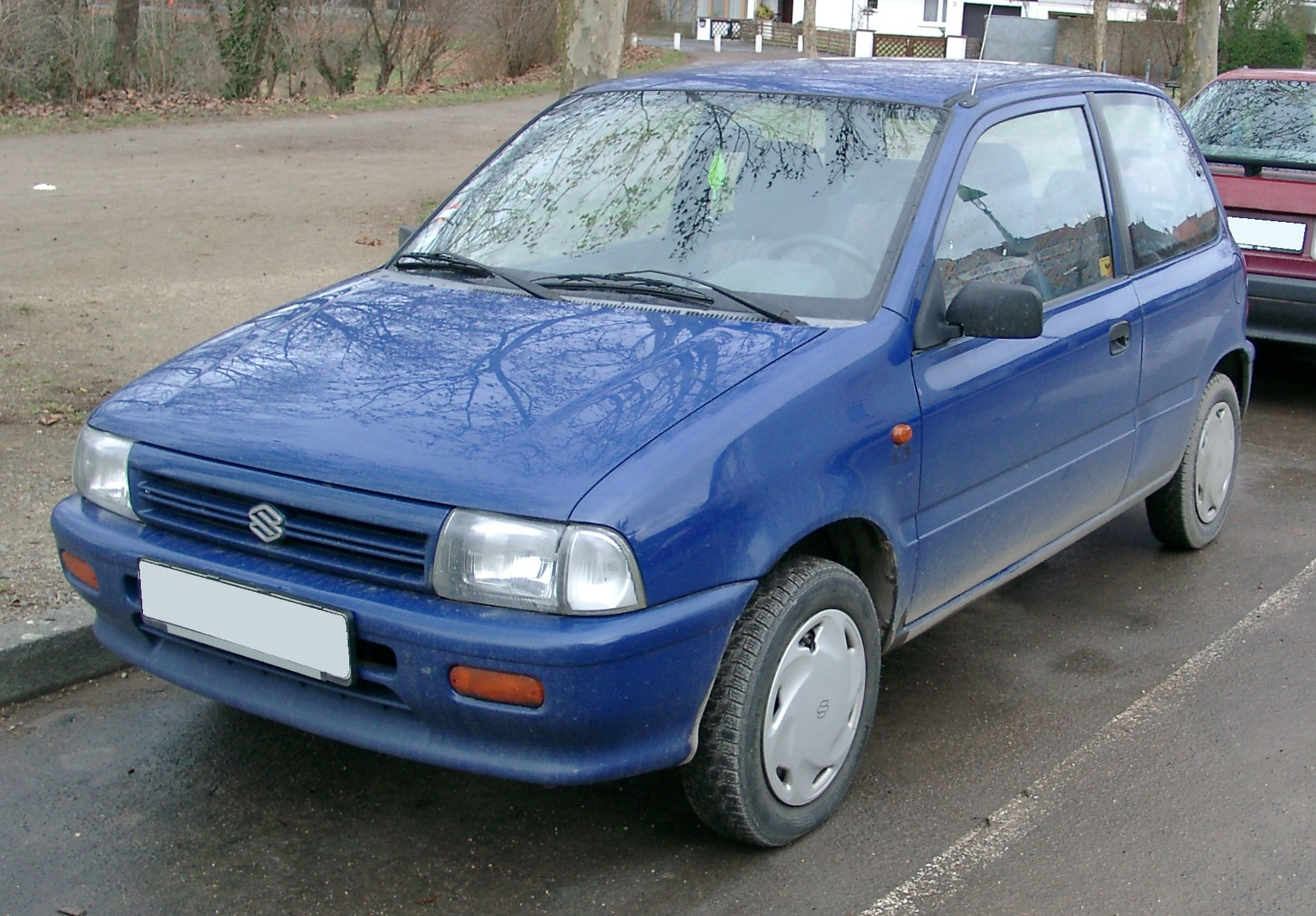
欧州仕様:アルト
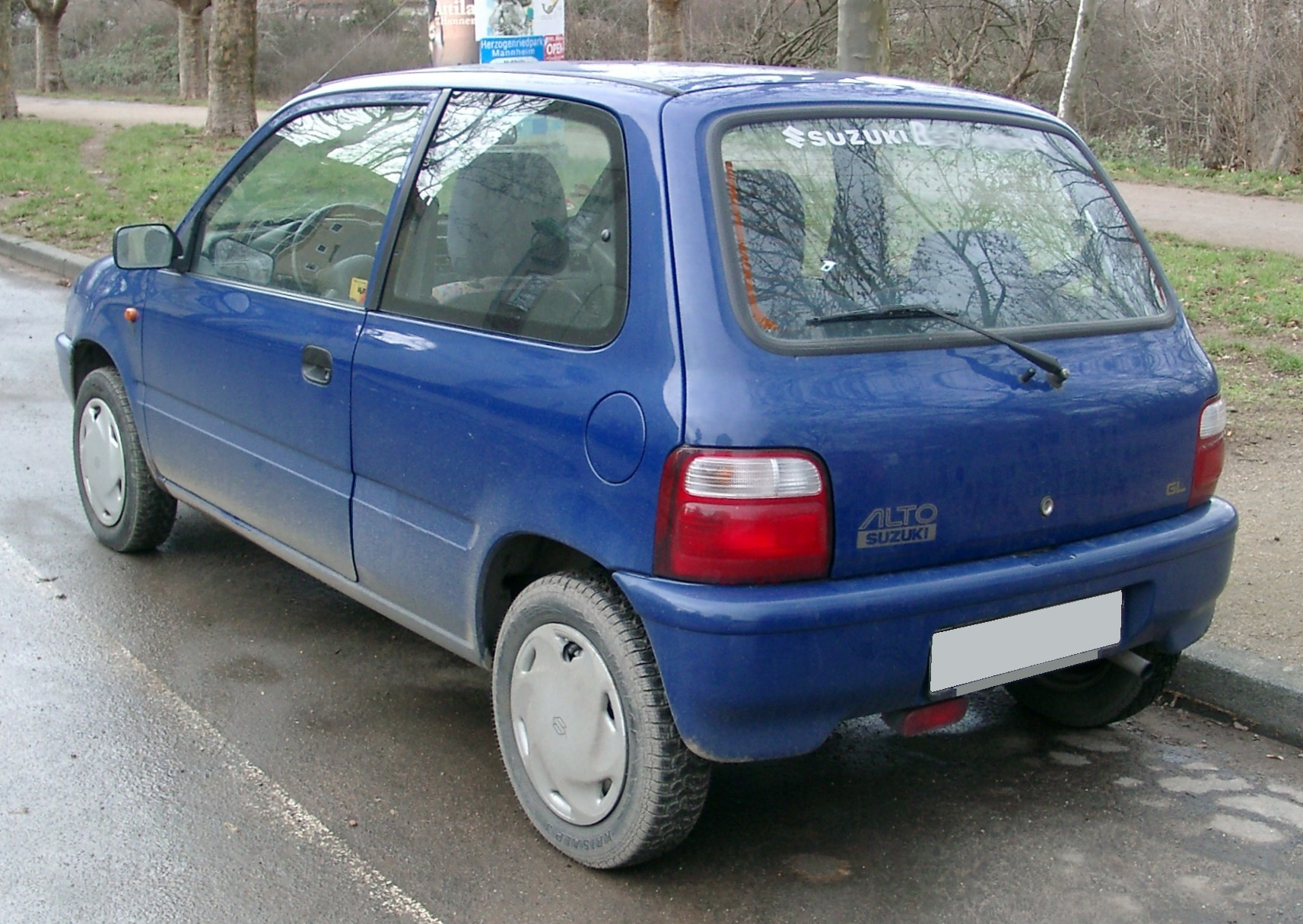
欧州仕様:アルト（リア）
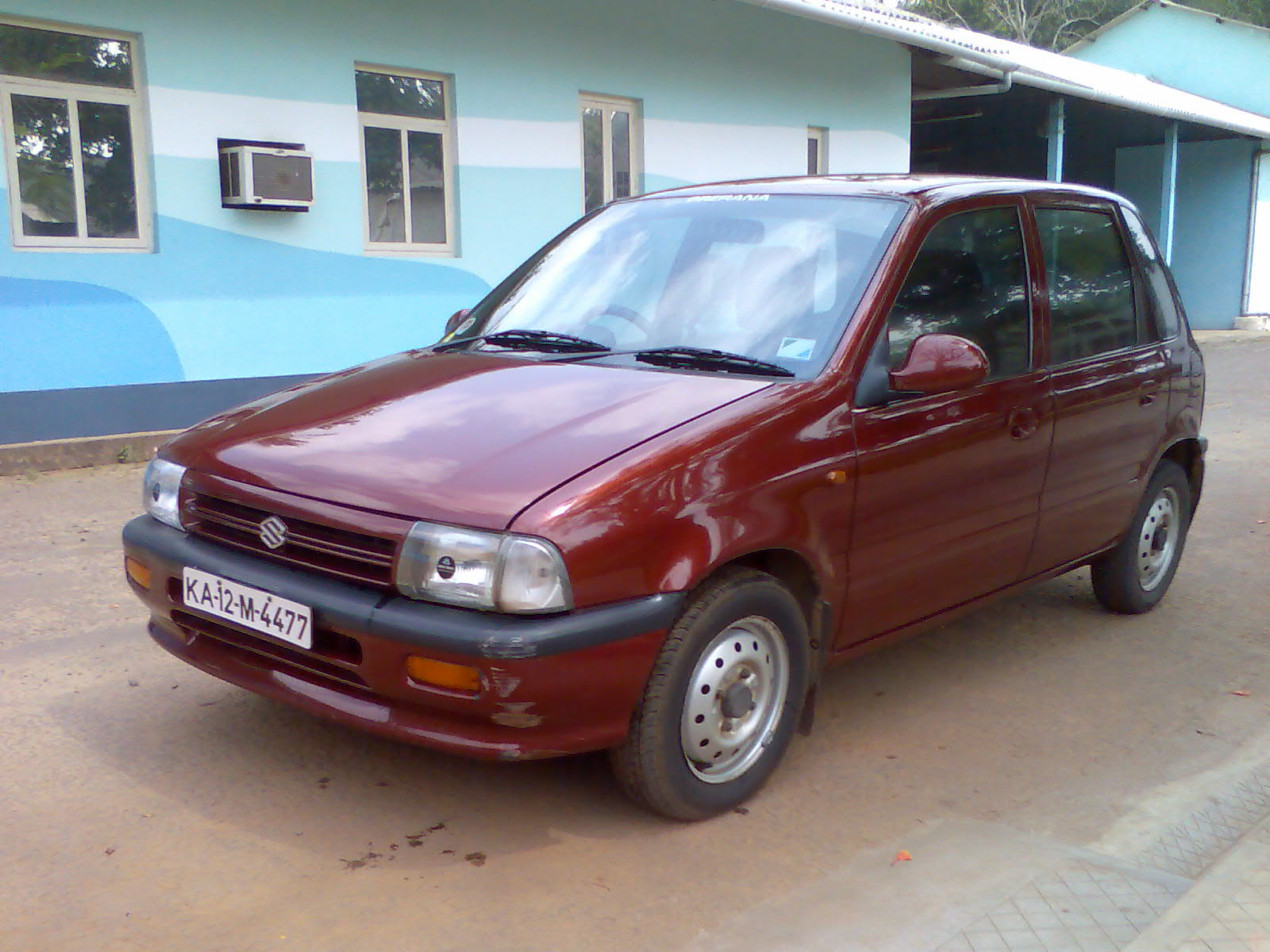
インド仕様:マルチ・ゼン
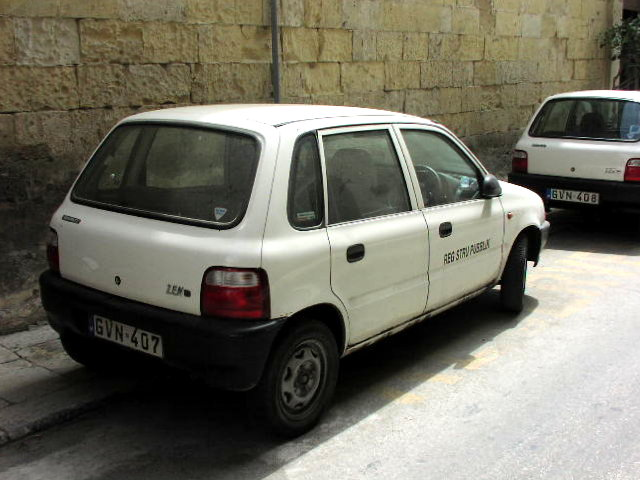
インド仕様:マルチ・ゼン（リア）

## 5代目 HG21S型（2006年 - 2011年)

### 年表
- 2006年（平成18年）11月7日 - セルボとして8年ぶりに復活。

6代目アルト等の機構部を踏襲しつつ、円弧をモチーフとした動感あるデザインで個性を演出している。ボディは5ドアのみ。これは5代目モデル開発時に「女性ユーザー向けにMRワゴン、男性ユーザー向けにセルボ」と性格を分けたためで、初代MRワゴンのワンモーションフォルムをこのセルボが受け継いだ格好になった。ジャンルとしては、フロンテ・クーペや初代セルボに通じるところがあるが、パッキング性能（荷物の載せやすさ）を意識している。チーフデザイナーは同社の結城康和が務めた。
上級グレード車はBluetoothを用いた携帯電話のハンズフリーシステムを標準で備える。また、MRワゴンと同様にキーレススタート機能を有する。目標月間販売台数は5,000台とされていた。
- 2007年（平成19年）
  - 6月5日 - 「G」をベースに、各種スポイラーや14インチアルミホイールなどを装着し、よりスポーティーさを増した特別仕様車「Gリミテッド」を発売。
  - 10月 - 2007年度のグッドデザイン賞を受賞。
  - 10月16日 - ガソリン直噴ターボエンジンと7速マニュアルモード付きCVTを搭載したスポーツグレード「SR」を追加。

SRは、日本初となる直噴＋ターボ＋CVTの組み合わせにより、最高出力64PSという高出力ながら、セルボシリーズの中ではNAモデルも含めた中で最も燃費の良いグレードであった（23.0km/L）。
同時に、既存グレードについても、SRと同様にエンジンマウントの液封化、サスペンション改良、ボディーカラー追加などのマイナーチェンジを実施した。
- 2008年（平成20年）5月26日 -「G」の燃費性能を改善。同時に「G」は新燃費計測基準であるJC08モード走行による燃費情報を公開した。

リアシートリクライニングの全車標準装備、ボディーカラーの追加（ノクターンブルーパール、クラッシーレッドパール、クリアベージュメタリック、アンティークローズメタリック）などの一部改良を施し、「G」をベースにスポーティーでスタイリッシュな外装と薄灰色の内装色、アルカンターラ&ファブリックシート表皮などを装備した特別仕様車「GリミテッドII」を発売。
- 2009年（平成21年）5月20日 - 一部改良。

「G」はフロントバンパーとフロントグリルのデザインを変更。「TX」は「SR」と同一のフロントエアロバンパーとフロントグリルを採用。「SR」は14インチアルミホイールのデザインを変更。内装ではシート表皮（「SR」のセットオプション車を除く）、ステアリングホイールのデザインを変更、「TX」は本革巻ステアリングにオーディオスイッチを追加し、「SR」以外のグレードに標準装備のCDプレイヤーはUSB接続ユニットに対応すると共に、高級感を演出する為、シルバー塗装に変更された。
ボディカラーはブリーズブルーメタリック、ブルームピンクメタリック、ルナグレーパールメタリックの3色を追加した上で既存色を整理し全7色の設定とされた。
特別仕様車として発売されていた「GリミテッドII」はベース車である「G」の仕様変更やステアリングにオーディオスイッチを追加するなどの変更を受け、「Gリミテッド」に名称を変更した上でカタロググレードに昇格。「T」は廃止された。
自然吸気エンジンの燃費が向上（21.5km/L→22.0km/L）されたため、「G」と「Gリミテッド」の2WD車は「平成22年度燃費基準+15%」を達成。既存の「SR」と共に「環境対応車普及促進税制」に適合した。
- 2011年（平成23年）
  - 1月[13] - 生産終了。以後は在庫のみの対応となる。
  - 2月 - 前月登場の3代目MRワゴンに統合される形で販売終了。これによりセルボは34年（8年のブランクあり）の歴史に幕を閉じた。
- CMキャラクターには佐田真由美が起用されていた。

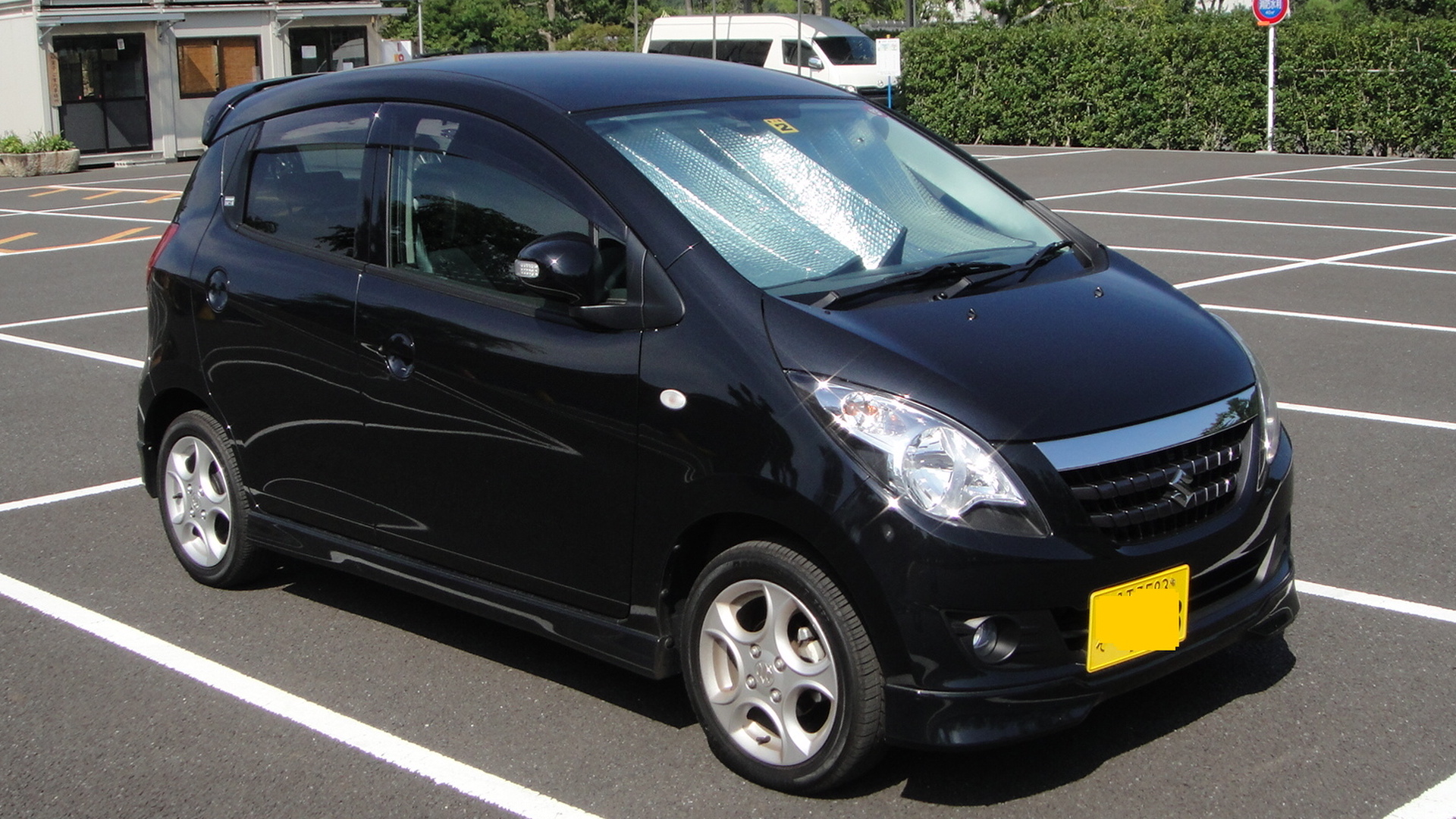
Gリミテッド
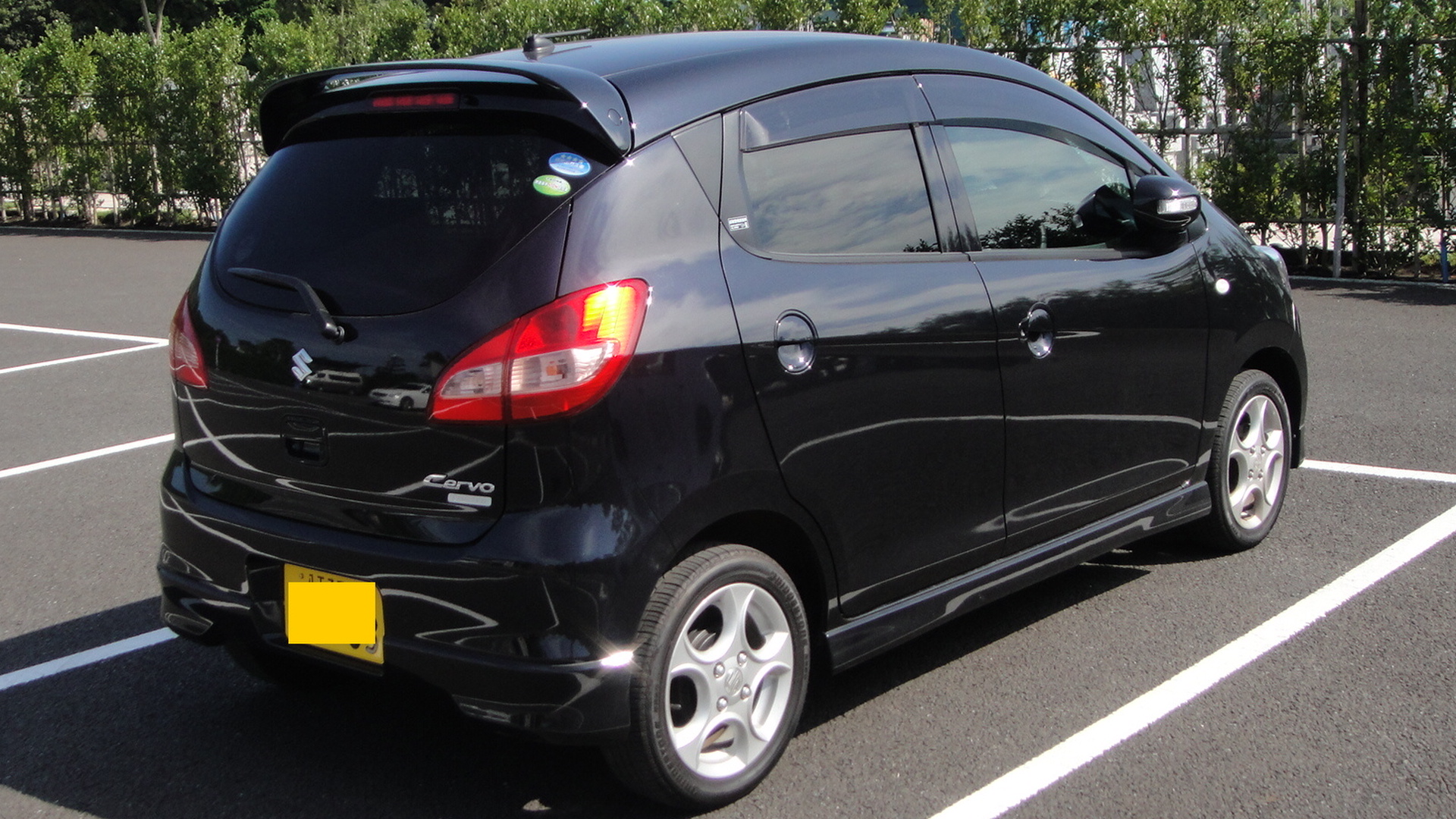
Gリミテッド リア
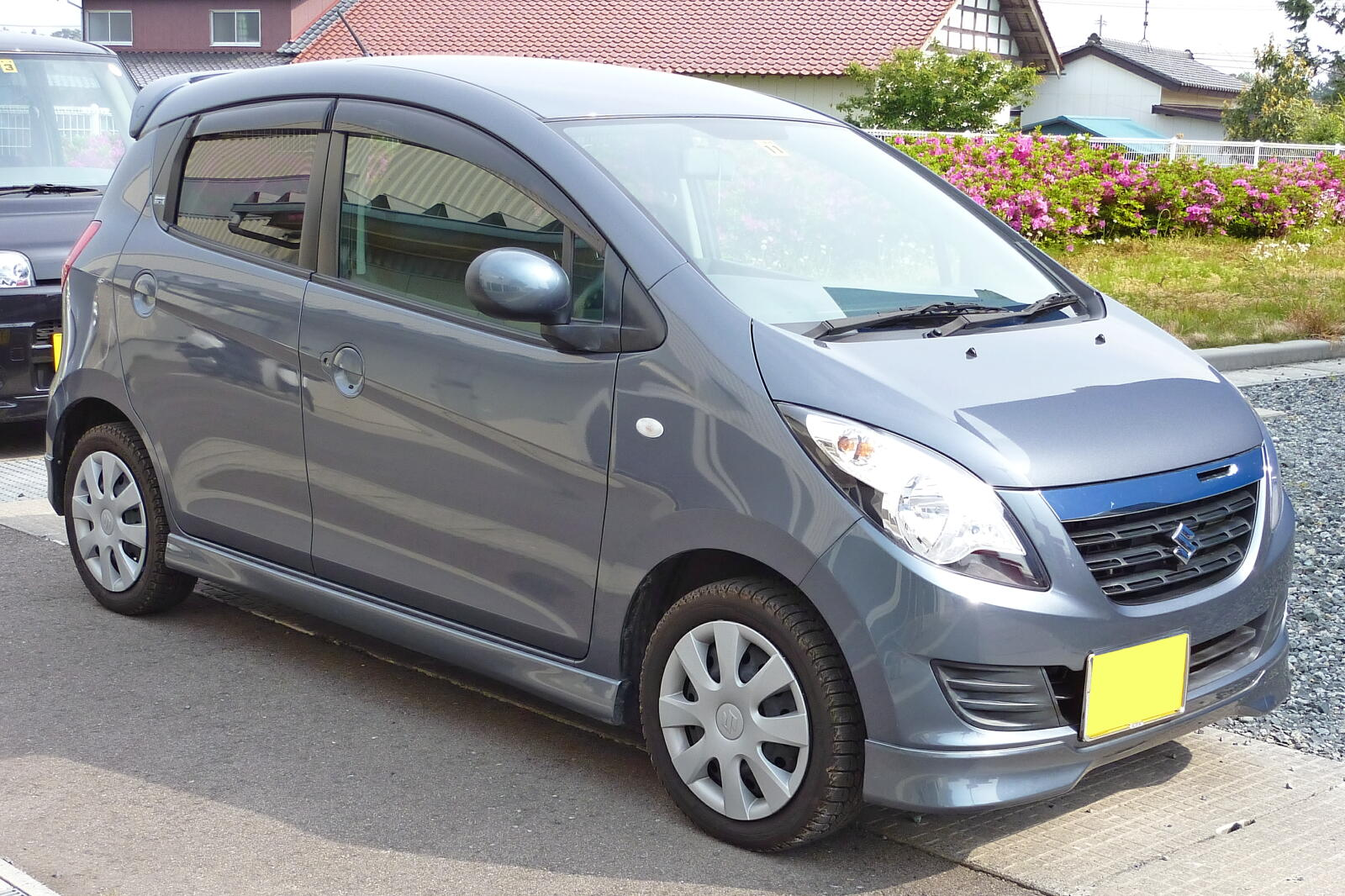
T
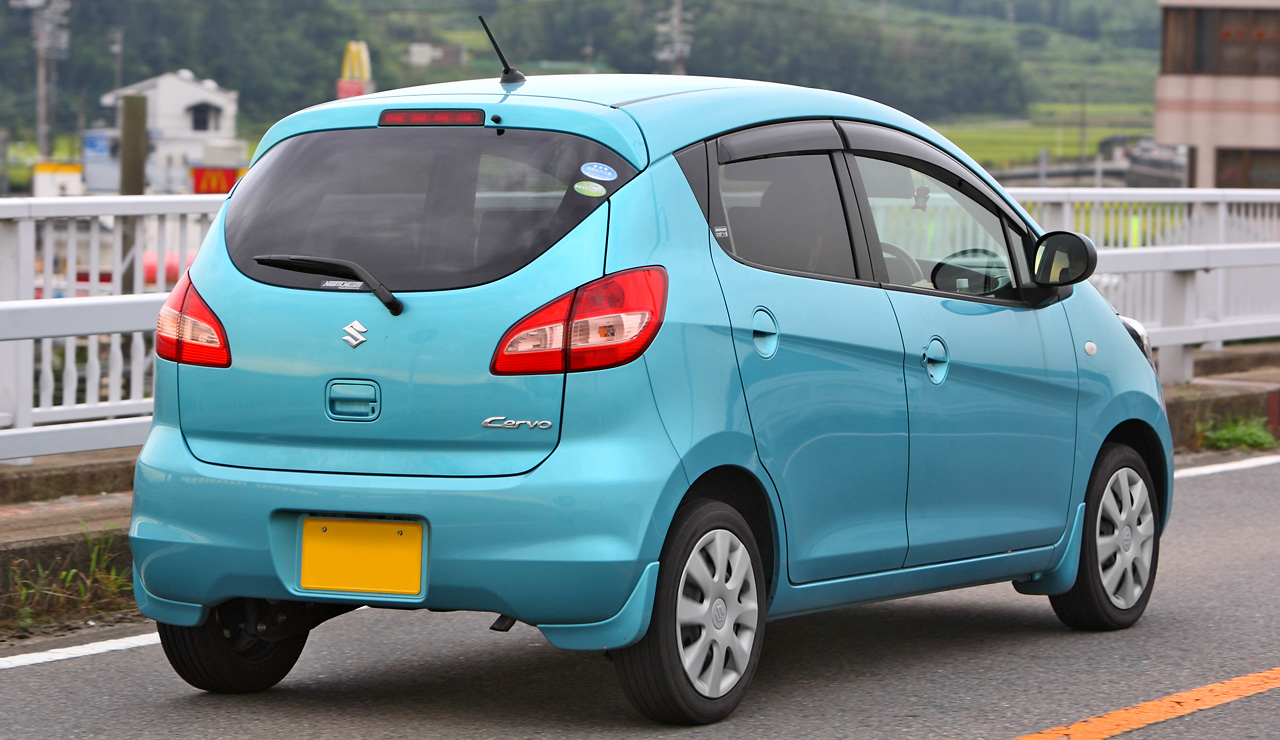
T リア
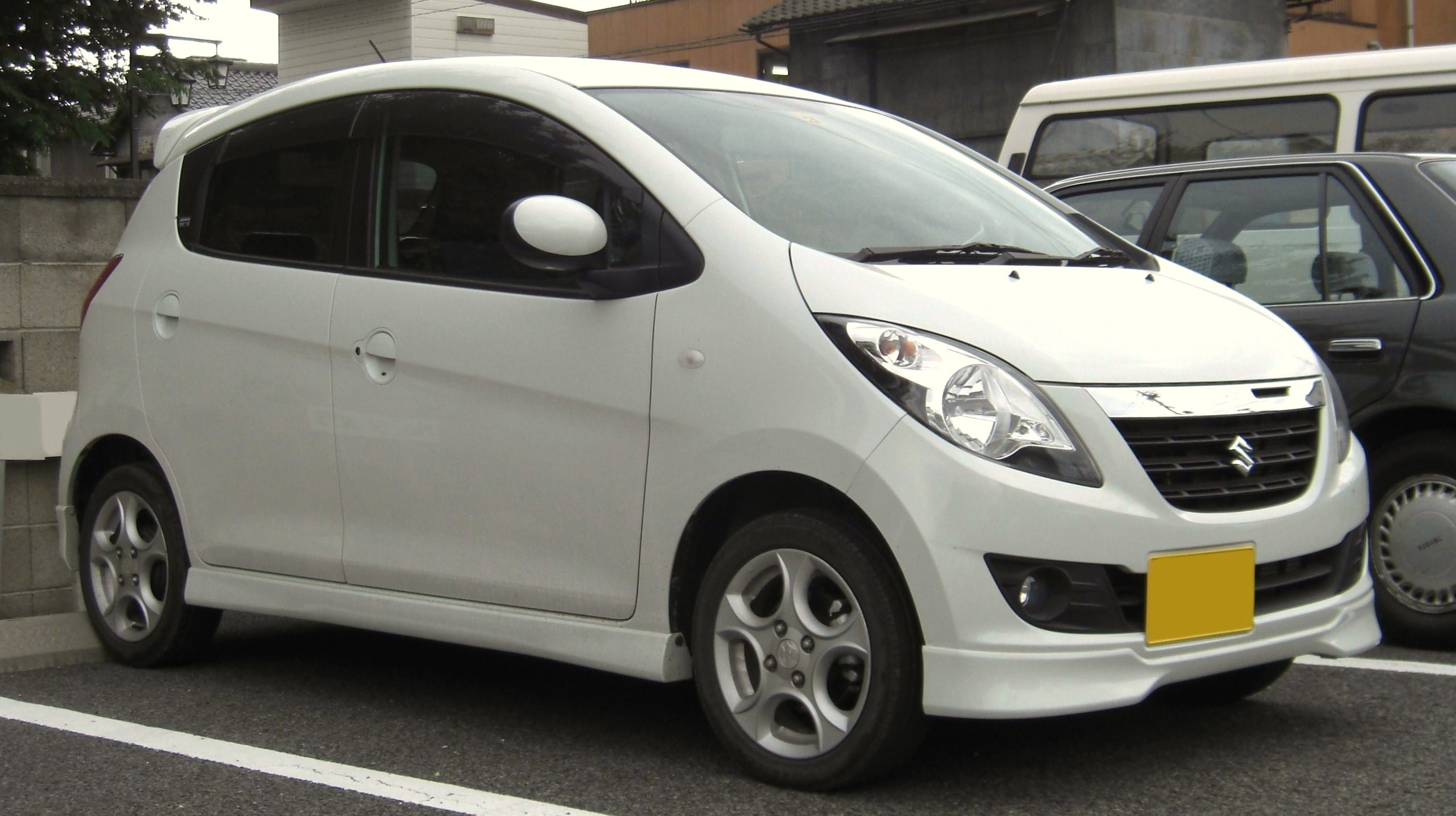
TX
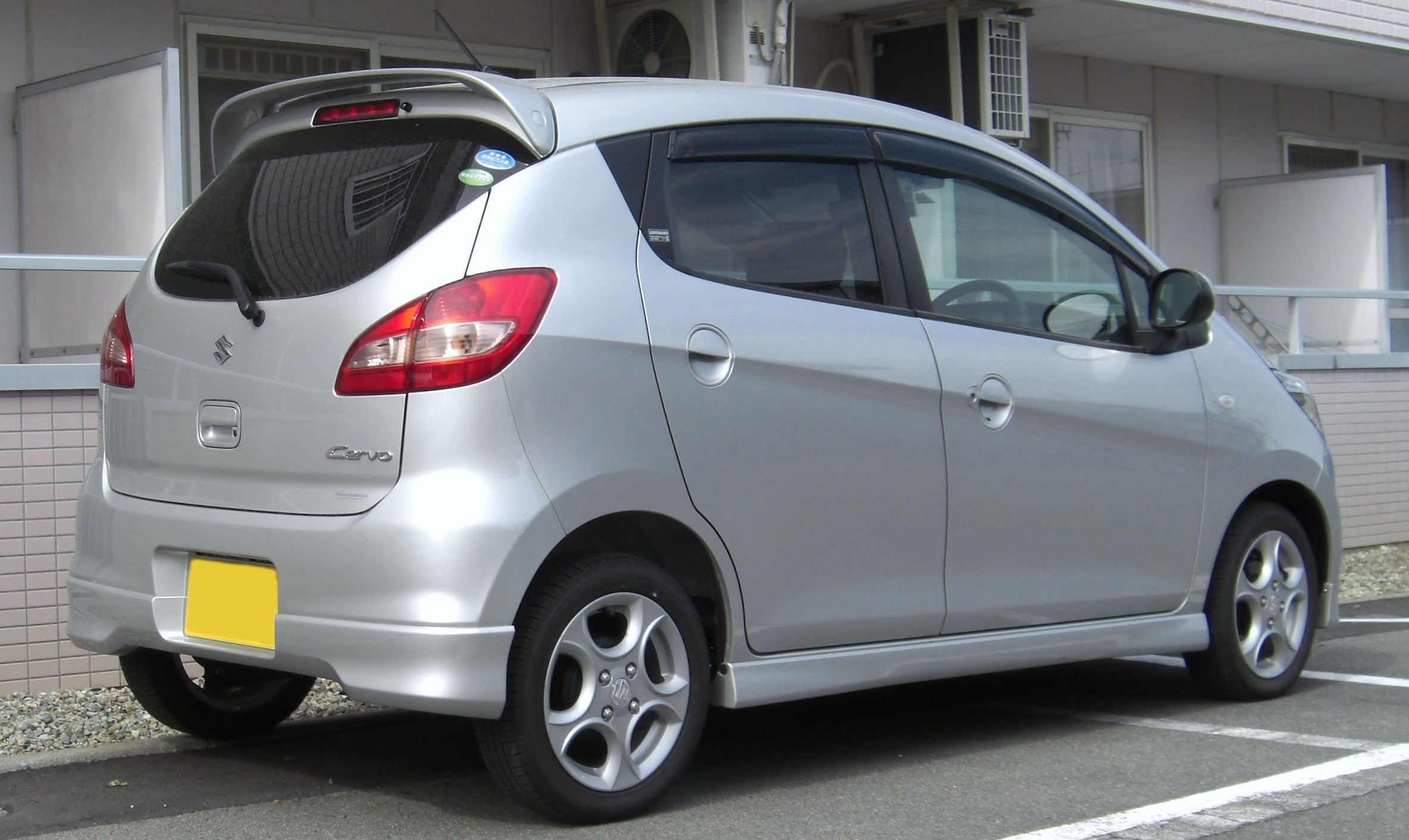
TX リア
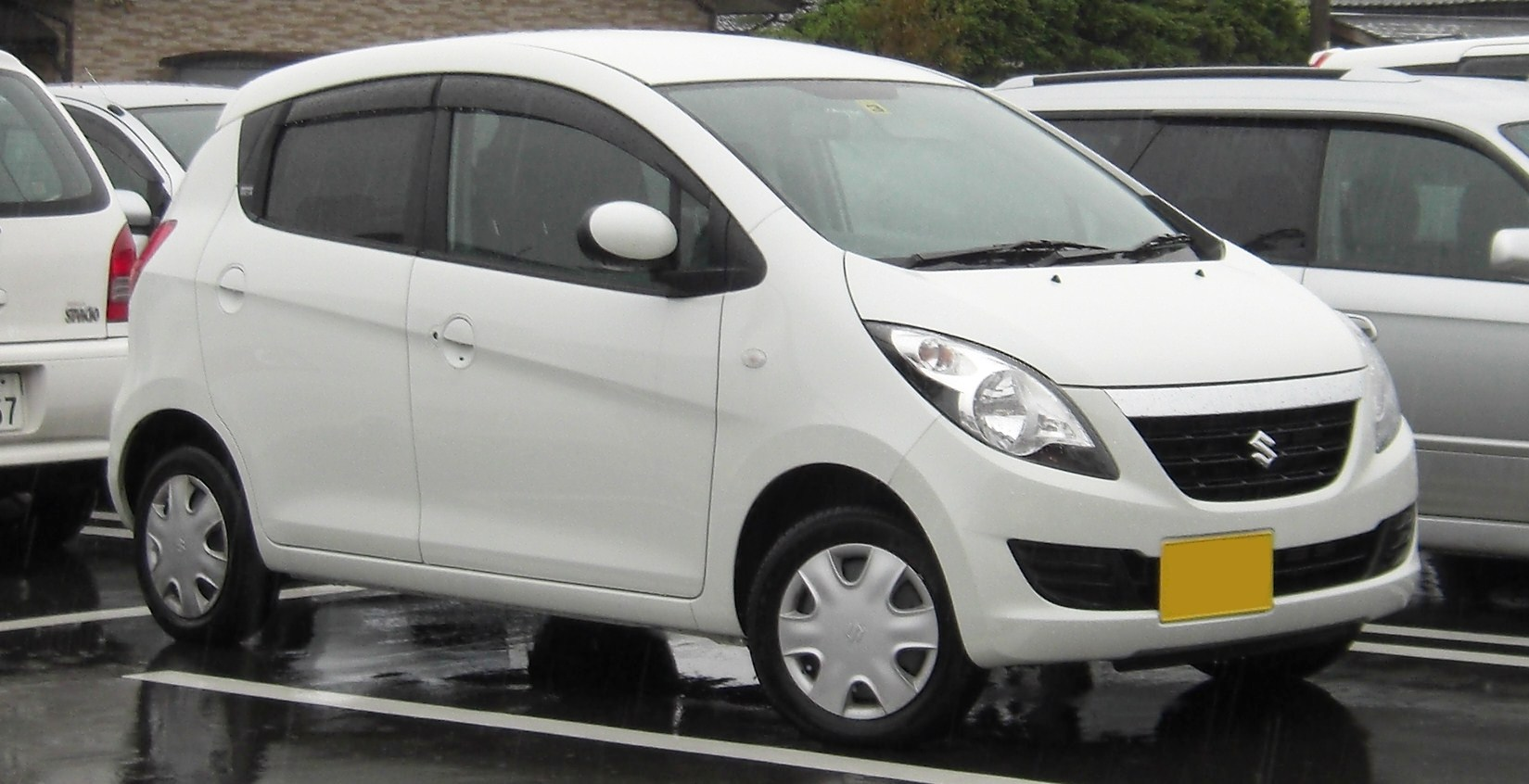
G
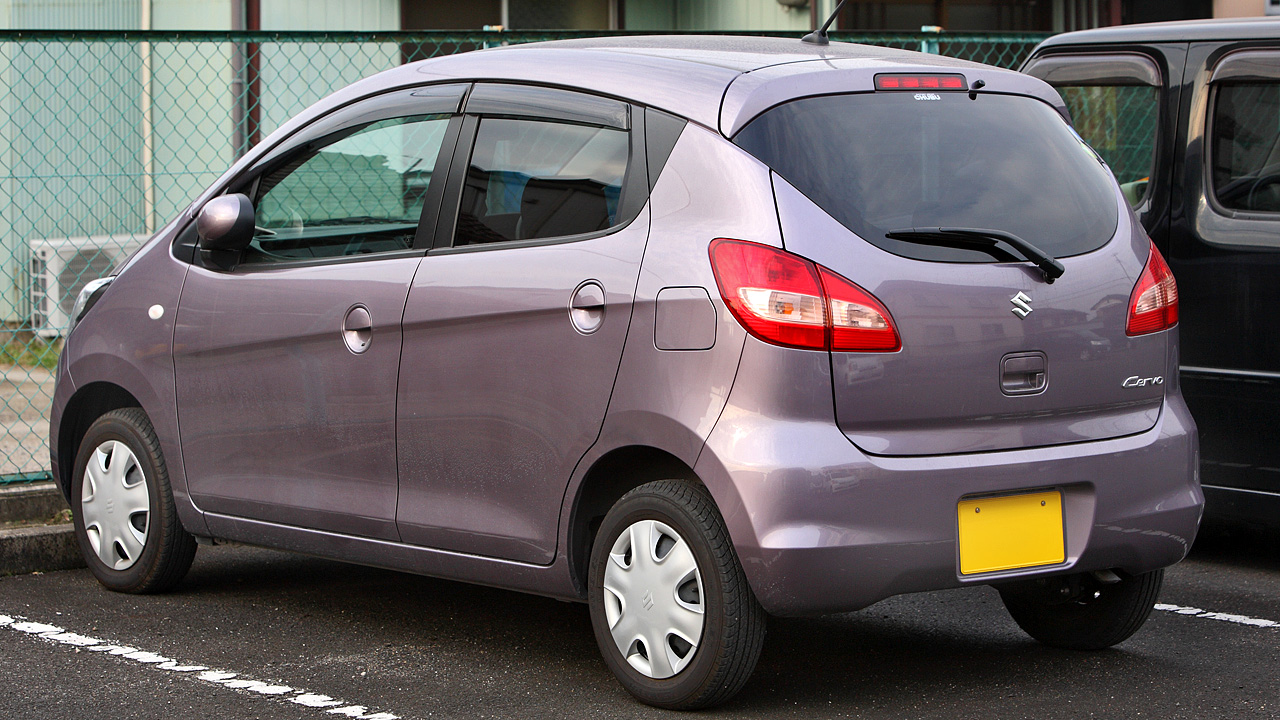
G リア

## 車名の由来
車名はイタリア語で牡鹿を指す「Cervo」（チェルヴォ）に由来する。